# Tremaine
Tremaine the Album (сокр. Tremaine) — седьмой студийный альбом американского певца и автора песен Trey Songz. Он был выпущен 24 марта 2017 года на лейбле Troy Taylor Songbook, распространяемом Atlantic Records. Альбом стал продолжением шестого студийного альбома Songz Trigga.
В музыкальном плане, Tremaine представляет собой R&B альбом, в котором исследуются проблемы преобразования образа жизни плейбоя в романтический. В поддержку альбома было выпущено пять синглов: "Nobody Else but You", "Playboy", "Animal", "Song Goes Off" и "The Sheets... И все же". Альбом занял третье место в чарте Billboard 200 и получил золотой статус от Американской ассоциации звукозаписывающих компаний (RIAA) за совокупные продажи и эквивалентные альбому единицы более 500 000 единиц в Соединённых Штатах.  Tremaine получил в целом положительные отзывы от современных музыкальных критиков.

## Предыстория
В интервью iHeartRadio Трей Сонгз выразил желание быть более открытым для своей аудитории через Tremaine. Певец также сказал, что он стремился создать звук, который "более искренне отражает то, что R & B значит для [него] и что это значило для [его] карьеры", по сравнению с клубно-ориентированным звучанием его "дерзкой [и] бравадной" предшественницы Trigga. Когда его спросили о лирической теме , он сказал: 
Я бы не сказал, что общая тема альбома — это мои попытки понять, почему я до сих пор бабник и не остепенился. Я бы сказал, что это вопрос, который задаётся на протяжении всего альбома. Я бы сказал, что это ответ, который тоже объясняется на протяжении всего альбома. Не для всего мира, а для меня самого и для мужчин и женщин, с которыми я сталкивался. Как я уже говорил, мне нравится, когда моя музыка становится саундтреком к моей жизни, а также может стать саундтреком к жизни других людей. Поэтому я просто хочу, чтобы люди понимали, в каком я душевном состоянии и о чём я иногда думаю.

## Музыка и тексты песен
Tremaine — это R&B-альбом с постоянным средним темпом. В лирическом плане он исследует трудности, связанные с превращением образа жизни плейбоя в романтический, с уязвимыми моментами, в которых артист стремится продемонстрировать свою преданность любимому человеку, а также с интроспективными размышлениями о собственном недовольстве, вызванном неспособностью выразить искреннюю любовь из-за своего образа Казановы. С другой стороны, в альбоме также есть «гиперсексуальные» треки, которые воспевают притягательную природу сексуального искушения.
Альбом начинается со строк «Я в стрессе / Я не в лучшей форме / Всё, чего они хотят, — это мой секс», задающих тему альбома.  В медленном джазовом треке "Playboy", вдохновлённом 90-ми, он сетует на свою неспособность измениться, напевая: "Не знаю, почему я всё ещё целую девушек, которых не люблю / всё ещё выхожу из этих клубов / всё ещё мне так трудно доверять / не знаю, почему я всё ещё плейбой".  В песнях «Nobody Else but You», «Come Over» и «Priceless» он обращается к своей возлюбленной как к изменившемуся человеку, говоря, что всё, чего он желает и требует, — это её любовь. В песнях «Animal» и «She Lovin It» Сонгз с восторгом описывает острые ощущения и возбуждение от однодневных интрижек.  Альбом также содержит «болезненные» песни о расставании, которые отражают бурные отношения с его бывшей девушкой, вызванные его беспорядочным образом жизни. Среди этих треков — альтернативная R&B композиция «Song Goes Off», а также заключительный трек «Break from Love», фортепианная баллада, в которой он тоскует: «Я не хочу расставаться с тобой / После всего, через что мы прошли / Я не хочу расставаться с любовью».

## Критика
После своего выхода альбом получил в целом положительные отзывы от современных музыкальных критиков. Энди Келлман из AllMusic похвалил вокальные данные певца: "Как вокалист такого высокого уровня [...] [t] нельзя отрицать, что Songz по-прежнему в своей стихии", но раскритиковал постановку за то, что она "временами слишком плоская и обычная". Маурита Салки из Revolt похвалила альбом, сказав: "Трехлетний перерыв Трея, похоже, окупился. Этот альбом вызывает у вас множество эмоций, но, самое главное, заставляет желать большего". Джон Кеннеди из Vibe похвалил его лирическое содержание, заявив, что оно показывает "более мягкую сторону парня, который изобрел секс", и закончил свой отзыв словами о том, что "Тригга и Тремейн [это] великая двойственность поп-культуры, [которая отличает] две стороны Трея Сонгза". Мэйв Макдермотт из USA Today дала альбому неоднозначную оценку, заявив, что “хотя в Тремейне есть много интересного, новый альбом Songz раскрывает одну из причин, по которой слушателей привлекают мрачные романтические истории его современников, (...) [он] пытается доказать, что [он] особенный, но при этом выдает намеки на [свою] ядовитую мужественность". Кайл Маллин из Exclaim! сказал, что "если бы только Songz наполнили альбом Тремэйна таким сильным звучанием, это был бы альбом, достойный носить его имя".

## Коммерческие показатели
Tremaine дебютировал на третьем месте в американском чарте Billboard 200, уступив Дрейку с More Life и Эду Ширану с ÷, с 67 000 единиц, эквивалентных альбому, включая 45 000 чистых продаж альбома за первую неделю. Это пятый подряд альбом Trey Songz, занявший третье место в США. 17 сентября 2019 года альбом получил золотой статус от Американской ассоциации звукозаписывающих компаний за совокупные продажи и эквивалентные альбому единицы более 500 000 единиц в США.

## Список треков
| №                   | Название                               | Автор(ы)                                                               | Продюсер(ы)                               | Длительность |
| ------------------- | -------------------------------------- | ---------------------------------------------------------------------- | ----------------------------------------- | ------------ |
| 1.                  | «The Prelude»                          | Tremaine Neverson Troy Taylor John McGee Sean Momberger Paul Momberger | $K Xeryus G                               | 1:47         |
| 2.                  | «Come Over»                            | T. Neverson Taylor                                                     | Composer Taylor Cail                      | 4:02         |
| 3.                  | «#1 Fan»                               | T. Neverson Dwayne Nesmith                                             | Rico Love Earl & E D-Town                 | 3:57         |
| 4.                  | «Nobody Else but You»                  | T. Neverson                                                            | Isaak                                     | 3:48         |
| 5.                  | «Playboy»                              | T. Neverson                                                            | Rico Love Earl & E                        | 4:16         |
| 6.                  | «The Sheets... Still»                  | T. Neverson                                                            | $K Xeryus G.                              | 6:04         |
| 7.                  | «Song Goes Off»                        | T. Neverson Prince Charlez Frank Brim David Brown                      | C4                                        | 4:04         |
| 8.                  | «She Lovin It»                         | T. Neverson Ester Dean Jeff Gitelman                                   | Cook Classics Gitty Osta                  | 3:09         |
| 9.                  | «Animal»                               | T. Neverson                                                            | Dr. Luke MADE IN CHINA Osta Cirkut JMIKE  | 4:21         |
| 10.                 | «1x1»                                  | T. Neverson Neal Conway Nate Cyphert John Mitchell Crystal Waters      | Sermstyle Pip Kembo                       | 3:23         |
| 11.                 | «Priceless»                            | T. Neverson Theron Thomas Lukasz Gottwald                              | Dr. Luke MADE IN CHINA Cirkut JMIKE Ogren | 3:55         |
| 12.                 | «What Are We Here For»                 | T. Neverson Jason Boyd                                                 | Sons of Sonix Poo Bear                    | 3:16         |
| 13.                 | «Games We Play» (featuring MIKExANGEL) | T. Neverson Patrick Hayes Tenisha Younger                              | Guitar Boy                                | 4:23         |
| 14.                 | «Picture Perfect»                      | T. Neverson Alex Neverson Micah Powell                                 | Cardiak A-Wall                            | 4:07         |
| 15.                 | «Break from Love»                      | T. Neverson                                                            | Snyder Poo Bear                           | 3:48         |
| Общая длительность: | Общая длительность:                    | Общая длительность:                                                    | Общая длительность:                       | 58:20        |

## Чарты
| Чарт (2017)                            | Пик позиция |
| 24                                     |             |
| 87                                     |             |
| 110                                    |             |
| -------------------------------------- | ----------- |
| Канада (Canadian Albums Chart)         | 38          |
| 25                                     |             |
| 104                                    |             |
| 39                                     |             |
| 83                                     |             |
| Великобритания (UK Albums Chart)       | 40          |
| США (Billboard 200)                    | 3           |
| США (Billboard Top R&B/Hip-Hop Albums) | 2           |

| Чарт (2017)                           | Позиция |
| ------------------------------------- | ------- |
| US Billboard 200                      | 167     |
| US Top R&B/Hip-Hop Albums (Billboard) | 61      |